# Werner Leonhard
Werner Leonhard (* 25. Mai 1926 in Weiden, Oberpfalz; † 16. November 2018 in Braunschweig) war ein deutscher Ingenieur und Hochschullehrer für Elektrotechnik und Regelungstechnik. Er gehört zu den Pionieren, die diese Fachgebiete sowie die Spezialisierung für die Regelung elektrischer Antriebe mitgeprägt haben.

## Werdegang
Werner Leonhard wuchs in einer Akademikerfamilie in der Oberpfalz auf. Wegen des Zweiten Weltkriegs musste er 1944 vorzeitig seine Gymnasialzeit mit einem Notabitur, dem sogenannten Reifevermerk,  beenden, es erfolgte die Einberufung zum Militärdienst bei der Kriegsmarine. Danach kurzzeitige britische Kriegsgefangenschaft.
Von 1946 bis 1951 absolvierte er ein Studium der Elektrotechnik an der Technischen Hochschule Stuttgart. Seit 1949 wurde er durch die Studienstiftung des deutschen Volkes gefördert.
Von 1951 bis 1954 war er Wissenschaftlicher Assistent bei Wilhelm Bader an der TH Stuttgart.
Im Jahr 1954 promovierte er mit einer Dissertation zum Thema „Beiträge zur Berechnung und zum Entwurf polarisierter magnetischer Gleichstromverstärker“.
Anschließend trat er als Projektbearbeiter in die Westinghouse Inc. in Pittsburgh ein, zuletzt als Fellow Engineer.
1958 wechselte er als Projektbearbeiter in die Siemens-Schuckert-Werke in Erlangen. Zuletzt war er Leiter der Gruppe "Grundlagen" in der Entwicklungsabteilung "Steuerungs- und Regeltechnik, Automatisierungselemente".

## Wirken als Professor
1963 wurde Werner Leonhard an der TH Braunschweig zum Ordinarius für Regelungstechnik berufen.
Er begann zielstrebig mit der Lehre der Regelungstechnik in verschiedenen Vorlesungen. Er vermittelte die regelungstechnischen/systemtechnischen Grundlagen mit einer Vorlesung zu Wechselströmen und Netzwerken. Die Regelungstechnik wurde in einer Vorlesung zu Grundlagen in ihrer kontinuierlichen und schaltenden Ausprägung gelehrt und in einem Lehrbuch zur "Einführung in die Regelungstechnik" veröffentlicht, das große Verbreitung fand. Didaktisch passende Übungen wurde in einem Zusatzband mit einer "Aufgabensammlung zur Regelungstechnik" behandelt.
Für fortgeschrittene Semester hielt er Vorlesungen zur "statistischen Analyse linearer Regelsysteme", zur "diskreten Regelungstechnik" und zur Regelungstheorie. Anwendungsorientiert wurden Vorlesungen zur "Regelung elektrischer Antriebe" und zur "Regelung in der elektrischen Energieversorgung" angeboten.
Werner Leonhard ist Autor von zahlreichen Fachartikeln zur elektrischen Antriebstechnik und Energieversorgung. Unter seiner Leitung als Direktor des Instituts für Regelungstechnik der TU Braunschweig entstanden mehr als 90 Promotionen und 600 Diplomarbeiten.
Rufe an die Technische Hochschule Stuttgart im Jahre 1969 und an die Technischen Hochschulen München und Aachen im Jahre 1976 lehnte er ab.
Nach Erreichen der Altersgrenze wurde Leonhard zum Ende des Wintersemesters 1993 emeritiert. Auch nach Eintritt in den Ruhestand blieb er der Wissenschaft eng verbunden. Er schuf eine neue Lehrveranstaltung an der TU Braunschweig zu technischen Aspekten der Liberalisierung der Energiewende, die er bis 2004 hielt. Er leitete eine ETG-Taskforce zur Speicherung elektrischer Energie im VDE mit einer Veröffentlichung der Ergebnisse im Jahre 2009.

## Forschung
Werner Leonhard widmete sich intensiv der Erforschung von neuartigen Verfahren zur Regelung von elektrischen Antrieben. Sein Ansatz war, den Antrieb als Symbiose schaltender elektronischer Leistungsstellsysteme und kontinuierlich arbeitender elektrischer Machine gesamtheitlich in regelungstechnischer Sicht durch dynamische Verhaltensmodelle elektro-mechanischer Größen zu modellieren. Zum anderen wurde das derart modellierte Verhalten mit Hilfe von Digitalrechnern in algorithmischer Form in Rechenpogrammen detailliert simuliert.  Viele seiner Mitarbeiter haben dazu in ihren Forschungsarbeiten u. a. im Rahmen der zwei über 10 Jahre laufenden DFG Schwerpunktprogramme Neue Elektrische Antriebe, zahlreiche Antriebssysteme theoretisch und danach experimentell untersucht. In diesem Umfeld entwickelte Felix Blaschke, einer seiner früheren Mitarbeiter bei Siemens, im Rahmen seiner von Leonhard betreuten Promotion das Verfahren der feldorientierten Regelung von Asynchronmaschinen.
Die Entwicklung der von ihm mit geprägten elektrischen Antriebstechnik hat Werner Leonhard in der Monographie "Control of Electrical Drives" umfassend beschrieben und machte ihn weltweit bekannt.
Im November 2018 starb Werner Leonhard im Alter von 92 Jahren in Braunschweig und wurde in der Nähe seines Geburtsorts in Wilchenreuth, Oberpfalz beigesetzt.

## Ehrungen (Auswahl)
- 1986 Advisory Professor, Shanghai University of Technology
- 1986 Dr. Eugene Mittelmann Award der IEEE-Industrial Electronics Society
- 1987 Ernennung zum Fellow des IEEE
- 1988 Verleihung der Ehrendoktorwürde der Freien Universität Brüssel
- 1988 Verleihung des VDE-Ehrenrings durch den Verband deutscher Elektrotechniker
- 1992 W.E. Newell Award der IEEE – Power Electronics Society,
- 1992 Ernennung zum Life Fellow des IEEE

## Veröffentlichungen (Auswahl)
- Control of Electrical Drives. Berlin, Springer-Verlag, 2001, ISBN 3-540-41820-2
- Regelung elektrischer Antriebe. Berlin, Springer-Verlag, 2000, ISBN 3-540-67179-X
- Einführung in die Regelungstechnik. Braunschweig, Vieweg-Verlag, 1990, ISBN 3-528-43584-4
- Werner Leonhard, Eckehard Schnieder: Aufgabensammlung zur Regelungstechnik. Vieweg-Verlag, Braunschweig 1983, ISBN 3-528-03037-2.
- Digitale Signalverarbeitung in der Meß- und Regelungstechnik., Stuttgart, Teubner-Verlag, 1989, ISBN 3-519-06120-1
- Regelung in der elektrischen Energieversorgung., Stuttgart, Teubner-Verlag, 1980
- Statistische Analyse linearer Regelsysteme., Stuttgart, Teubner-Verlag, 1974
- Diskrete Regelsysteme. Bibliographisches Institut, Mannheim 1972.
- Anibal de Almeida, Paolo Bertoldi, Werner Leonhard (Hrsg.): Energy Efficiency Improvements in Electric Motors and Drives. Springer-Verlag, Berlin 1997, ISBN 3-540-63068-6.
- Beiträge zur Berechnung und zum Entwurf polarisierter magnetischer Gleichstromvertärker. Dissertation, TH Stuttgart 1954.